# Teatre Ādolfa Alunāna de Jelgava
El Teatre Ādolfa Alunāna de Jelgava (en letó,  Ādolfa Alunāna Jelgavas teātris) és un teatre professional de Letònia fundat el 1959. Està situat al carrer Krišjāņa Barona 6, de la ciutat de Jelgava. El seu nom està inspirat en Alunāna Teatris, un teatre professional fundat per Ādolfs Alunāns, que va existir en aquesta ciutat entre els anys 1894 i 1904. La companyia teatral consta d'unes quaranta persones i cada any presenta tres noves obres. Les actuacions es realitzen en letó.